# Vysoká škola grafiky a knižního umění v Lipsku
Vysoká škola grafiky a knižního umění v Lipsku (německy Hochschule für Grafik und Buchkunst Leipzig, anglicky Academy of Fine Arts Leipzig; zkráceně HGB) je vzdělávací instituce založená v Lipsku v roce 1764, jež je jednou z nejstarších státních uměleckých vysokých škol v Německu. Přibližně 600 studentů zde v současnosti studuje ve čtyřech studijních programech malířství/grafiku, knižní umění/grafický design, fotografii a mediální umění. Kromě toho byl roku 2009 založen magisterský program „Kultury kurátorství“. Tento obor je ve své podobě v Německu jedinečný a spojuje uměleckou praxi s vědeckou reflexí. V roce 2014 škola oslavila 250 let svého trvání společně s Vysokou školou výtvarných umění v Drážďanech, která byla založena v témže roce. HGB je partnerskou školou Vysoké školy uměleckoprůmyslové v Praze.

## Historie

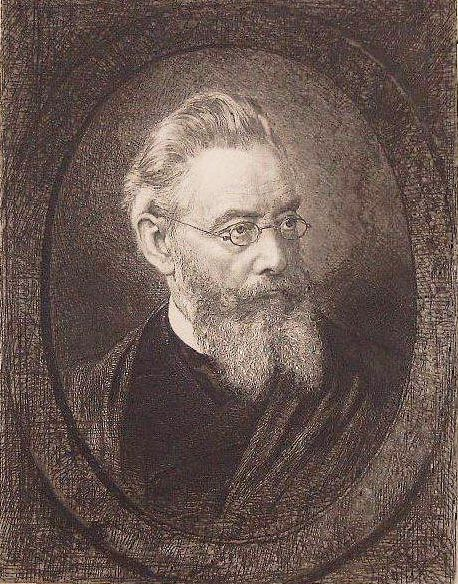
Ludwig Nieper (1826–1906)

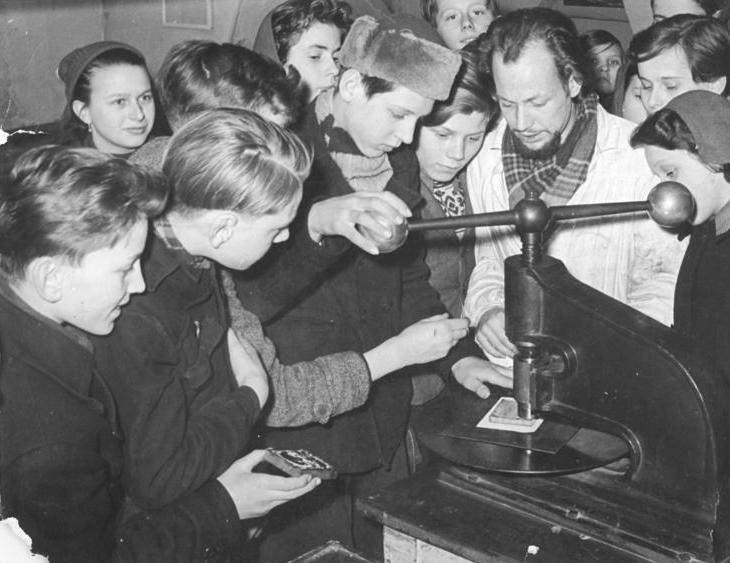
Den otevřených dveří v HGB v roce 1956

Dne 6. února 1764 založil princ František Xaver Saský jako regent zastupující svého synovce, nezletilého kurfiřta Fridricha Augusta III. (1750–1827), malířskou akademii v Lipsku, kterou podřídil Umělecké akademii v Drážďanech. Jako zakládající ředitel byl jmenován malíř Adam Friedrich Oeser, jenž tuto funkci zastával 35 let až do své smrti v roce 1799. Tato akademie byla otevřena na podzim roku 1764 v lipském Amtshausu. V létě roku 1765 se však přestěhovala do západního křídla historického knížecího Pleißenburgu, který stál na místě dnešní Nové radnice. Od podzimu 1765 byl jedním z velmi snaživých Oeserových žáků kresby student práv Johann Wolfgang Goethe a oba, po této vzdělávací fázi, zůstali po celý život v kontaktu. Instituce byla později rozšířena a stala se Akademií kreslení, malířství a architektury. Kolem roku 1835 se nazývala Akademií výtvarných umění. Kromě ředitele zde působil jeden učitel architektury a dva učitelé pro volnou ruční kresbu. Vyučování tehdy bylo bezplatné. V roce 1863 bylo oddělení architektury zrušeno, zbývající oddělení byla roku 1871 reorganizována.
V následujících 30 letech proběhly pod vedením ředitele Ludwiga Niepera další radikální změny. Od roku 1876 se instituce nazývala Královská umělecká akademie a škola užitého umění. Roku 1893 založil Nieper oddělení fotografické reprodukce, což ovlivnilo pozdější zaměření akademie. Následně Nieper uzavřel oddělení architektonického umění a řemesel (1894) a oddělení sochařství (1896). Během této doby však byla zahájena výstavba nové budovy pro akademii určené ve Wächterstraße 11 v centru Lipska, kterou Vysoká škola grafiky a knižního umění využívá dodnes. Vzhledem k tomu, že Ludwig Nieper se v roce 1875 stal rovněž zakládajícím ředitelem Městské obchodní školy, nechal vedle stávající školní budovy postavit ve Wächterstraße 13 ještě jednu novou, kterou dnes využívá Vysoká škola techniky, ekonomie a kultury (HTWK). V roce 1900, na konci Nieperovy éry, byla lipská akademie přeměněna na Královskou akademii pro grafická umění a knižní průmysl. Tato škola byla roku 1905 první výtvarnou akademií, která přijímala ke studiu ženy; v roce 1913 již bylo mezi studujícími více žen než mužů. Po rozpadu Saského království a vzniku Svobodného státu Sasko byla škola přejmenována na Státní akademii grafických umění a knižního průmyslu. S nastolením nacionálně socialistické diktatury museli školu opustit profesoři Hugo Steiner-Prag a Willi Geiger a později rovněž dva další učitelé, kteří měli židovské manželky. V letním semestru 1938 zde studovalo 286 studentů. Díky tomu se akademie stala třetí největší uměleckou vysokou školou v Německé říši po Vídni (1005 studentů) a Berlíně (309 studentů). V roce 1940 byl založen Institut pro barevnou fotografii. Od roku 1942 až do konce druhé světové války byl ředitelem malíř a grafik Arno Drescher. Při bombardování Lipska v prosinci 1943 byla budova ze dvou třetin zničena. Výuka však přerušena nebyla.
Po válce byl americkými vojenskými silami dosazen úřadující ředitel Walter Tiemann, jenž se snažil navázat na předválečnou tradici akademie. Současně se na převzetí funkce připravoval Kurt Massloff podporovaný Sovětskou vojenskou správou. Dne 26. dubna 1947 byla v budově ve Wächterstraße 11 znovu otevřena obnovená akademie s novým zaměřením pod vedením Kurta Massloffa. Název Vysoká škola grafiky a knižního umění (HGB) byl zaveden roku 1950. Od roku 1951 zde jako profesor písma a typografie vyučoval Albert Kapr. V letech 1957–1959 zde studoval autor Maxipsa Fíka Jiří Šalamoun. Vzhledem ke stylu, jenž je v dějinách umění označován jako „Lipská škola“, získala tato instituce vynikající pověst v německém i mezinárodním měřítku, o níž se zasloužili umělci, jako byl Wolfgang Mattheuer, Bernhard Heisig, Werner Tübke, Arno Rink, Sighard Gille a další.
Saský vysokoškolský zákon ze dne 10. dubna 1992 potvrdil trvání Vysoké školy grafiky a knižního umění v Lipsku, zatímco jiné lipské vysoké školy byly po znovusjednocení Německa rozpuštěny nebo sloučeny. Mezi uměleckými kritiky na celém světě je tato instituce označována za jednu z nejvýznamnějších německých uměleckých škol. K tomuto statutu přispěla tzv. „Nová lipská škola“, která se prosadila zvláště v malířství. Jejím nejznámějším představitelem je malíř Neo Rauch, který je absolventem lipské školy a později tu jako profesor vedl speciální kurz malby.

## Rektoři
- 1763–1799 Adam Friedrich Oeser

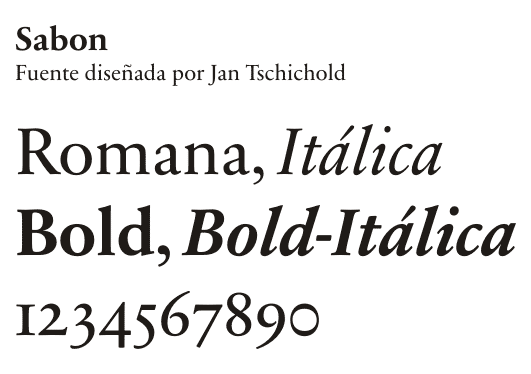
Písmo Sabon, které v roce 1967 navrhl Jan Tschichold

- 1800–1812 Johann Friedrich August Tischbein
- 1814–1841 Veit Hanns Schnorr von Carolsfeld
- 1847–1871 Gustav Jäger
- 1872–1901 Ludwig Nieper
- 1901–1920 Max Seliger
- 1920–1941 Walter Tiemann
- 1940–1945 Arno Drescher
- 1947–1958 Kurt Massloff
- 1959–1961 Albert Kapr
- 1961–1964 Bernhard Heisig
- 1964–1966 Gerhard Kurt Müller
- 1966–1973 Albert Kapr
- 1973–1976 Werner Tübke
- 1976–1987 Bernhard Heisig
- 1987–1994 Arno Rink
- 1994–1997 Albrecht von Bodecker
- 1997–2000 Ruedi Baur
- 2000–2003 Klaus Werner
- 2003–2011 Joachim Brohm
- 2011–2016 Ana Dimke
- 2016–2017 Ralf F. Hartmann (úřadující rektor)
- od července 2017 Thomas Locher

## Docenti a profesoři
- 1774–1803: Johann Heinrich Wiese
- 1875–1896: Melchior zur Straßen
- 1875–1888: August Scheffers
- 1882–1894: Carl Werner

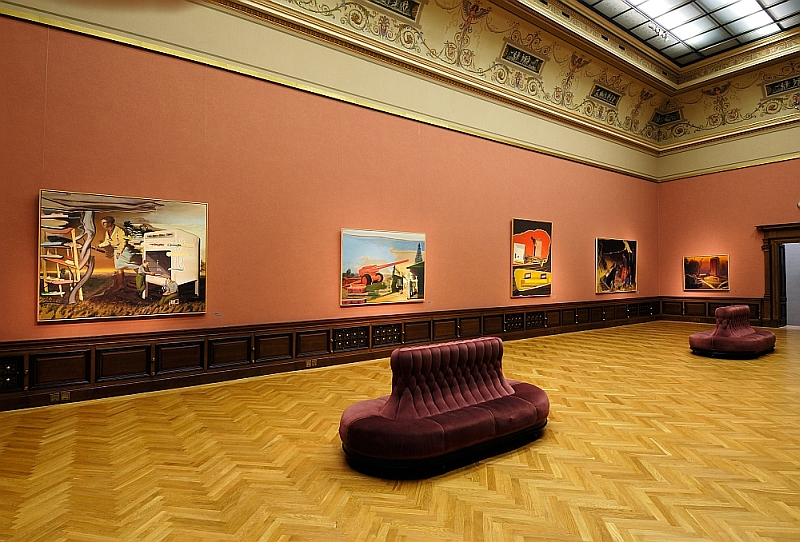
Výstava „Neo Rauch – Neue Rollen“ (Galerie Rudolfinum, 2007)

- 1883–1904: Carl Josef Alois Bourdet
- 1893–1919: Erhard Ludewig Winterstein
- 1895–1915: Albrecht Kurzwelly
- 1896–1924: Adolf Lehnert
- 1897:      Max Klinger
- 1903–1940: Bruno Héroux
- 1903–1906: Friedrich Wilhelm Kleukens
- 1904: Otto Richard Bossert
- od roku 1906–?: Georg Belwe
- 1907–1917: Emanuel Goldberg
- 1907–1942: Alois Kolb
- 1907–1937: Paul Horst-Schulze
- 1907–1933: Hugo Steiner-Prag
- 1919–1923: Bruno Eyermann
- 1921–1953: Alfred Thiele
- 1922–1933: Hans Alexander Müller
- 1925–1945: Ignatz Wiemeler
- 1928–1933: Willi Geiger
- 1937– Rudolf Spemann
- 1946–1950: Max Schwimmer
- 1946–1958: Elisabeth Voigt
- 1946–1967: Egon Pruggmayer
- 1950–1965: Karl Krug
- 1952–1985: Walter Schiller
- 1954–1958: Johannes Lebek
- 1956–1974: Wolfgang Mattheuer
- 1957–1991: Gerd Thielemann
- 1961–1980: Heinz Föppel
- 1962–2001: Rolf Kuhrt
- 1963–1992: Klaus Liebich
- 1963–1989: Horst Thorau
- 1964–1976: Werner Tübke
- 1968–2000: Hildegard Korger[5]
- 1970–2004: Joachim Jansong
- 1974–2008: Ulrich Hachulla
- 1975–1981: Harald Kirschner
- 1978–2005: Arno Rink
- 1978–2008: Helfried Strauß
- 1979–1983: Hartwig Ebersbach
- 1979–1998: Gert Wunderlich
- 1986–2006: Sighard Gille
- 1986–1992: Günter Thiele
- 1989–2014: Doris Ziegler
- 1991–1994: Arnd Schultheiß
- od roku 1993: Tina Bara
- od roku 1993: Joachim Brohm
- od roku 1993: Dieter Daniels
- 1993–2017: Astrid Klein
- 1993–2007: Timm Rautert
- 1993–2014: Christoph Türcke
- 1995–2004: Ruedi Baur
- od roku 1995: Helmut Mark
- od roku 1997: Alba D’Urbano
- 1997–2005: Volker Pfüller
- 1998–2006: Detlef Fiedler
- 1998–2006: Daniela Haufe
- od roku 1999: Beatrice von Bismarck
- 1999–2005: Andreas Brexendorff
- 1999–2005: Gudrun Petersdorff
- od roku 2001: Christin Lahr
- od roku 2001: Rayan Abdullah
- od roku 2002: Joachim Blank
- 2004–2010: Fritz Best
- od roku 2004: Fred Smeijers
- od roku 2004: Ingo Meller
- od roku 2005: Michael Mauracher
- 2005–2014: Neo Rauch
- od roku 2006: Markus Dreßen
- 2006–2012: Katrin Kunert
- 2006–2010: Yvonne Kuschel
- 2006–2018: Peter Piller
- od roku 2006: Annette Schröter
- 2007–2009: Christopher Muller
- od roku 2007: Thomas M. Müller
- 2007–2013: Günther Selichar
- od roku 2008: Torsten Hattenkerl
- 2008–2014: Oliver Klimpel
- od roku 2009: Annette Kisling
- od roku 2009: Heribert C. Ottersbach
- 2009–2014: Katrin von Maltzahn
- 2009–2015: Thomas Weski
- od roku 2010: Oliver Kossack
- od roku 2011: Stephan Müller
- od roku 2011: Heidi Specker
- od roku 2012: Jörg Ernert
- od roku 2012: Christoph Feist
- 2012–2014: Ruprecht von Kaufmann
- od roku 2013: Clemens von Wedemeyer
- od roku 2015: Maureen Mooren
- od roku 2015: Christian Weihrauch
- od roku 2015: Marc Rölli
- od roku 2016: Steven Black
- od roku 2016: Peggy Buth
- od roku 2016: Christoph Ruckhäberle
- od roku 2017: Michael Riedel
- od roku 2018: Ludovic Balland

## Známí absolventi
- Carl Gustav Carus (1789–1869), lékař, malíř a přírodní filosof
- Jan Tschichold (1902–1974), kaligraf, typograf a autor; představitel tzv. Nové typografie
- Roger Rössing (1929–2006), německý fotograf, spisovatel a publicista
- Renate Rössingová (1929–2005), německá fotografka
- Evelyn Richter (1930–2021), německá fotografka
- Neo Rauch (* 1960), malíř a pozdější profesor malby

### Čeští studenti a absolventi
- Jiří Šalamoun
- Naděžda Plíšková